# El Porvenir, Tierra Blanca
El Porvenir är en ort i Mexiko.   Den ligger i kommunen Tierra Blanca och delstaten Veracruz, i den sydöstra delen av landet, 300 km öster om huvudstaden Mexico City. El Porvenir ligger 40 meter över havet och antalet invånare är 392.
Terrängen runt El Porvenir är platt. Runt El Porvenir är det ganska tätbefolkat, med 139 invånare per kvadratkilometer. Närmaste större samhälle är Nuevo Paso Nazareno, 6,4 km sydväst om El Porvenir. Trakten runt El Porvenir består till största delen av jordbruksmark.